# Shamoon
Shamoon (также известен как DistTrack) — зашифрованный компьютерный вирус, созданный для кражи информации и атаки на нефтяные и энергетические компании. Получил своё название после обнаружения соответствующего слова в своём коде. Впервые был обнаружен Symantec 16 августа 2012 года, атака вируса началась днём ранее. Вирус в некоторых аспектах схож с вирусом Flame, а потому эти два вируса могли быть написаны одними людьми.

## Атаки Shamoon
Скорее всего, именно Shamoon была атакована нефтяная компания Saudi Aramco. 15 августа в 11:08 вирус смог перезаписать документы и файлы, однако всё же эта атака не принесла почти никакого ущерба. Из строя было выведено 30 000—35 000 компьютеров. Соединённые Штаты Америки обвинили в хакерской атаке Иран, хотя прямых доказательств у США не было.
Спустя несколько дней после атаки на Saudi Aramco была организована атака на катарскую газовую компанию RasGas. В результате атаки сайт компании был отключён.
В 2016 году после этих атак вирус неожиданно вернулся и атаковал цели в Саудовской Аравии. На этот раз атаки проводились версией .B (W32.Disttrack.B), в отличие от первой версии, эта перезаписывала файлы фотографией тела сирийского беженца Айлана Курди, который утонул при попытке переплыть Средиземное море.
Помимо этих атак, в 2012 году была атакована как минимум ещё одна энергетическая компания.

## Принцип работы вируса
Тело вируса состоит из трёх частей:
- Первая часть является дроппером, который скачивает на устройство жертвы другие модули.
- Вторая часть перезаписывает главную загрузочную запись для выведения компьютера из строя, драйвер устройства, а также некоторое количество файлов картинкой горящего американского флага с расширением .JPEG, предварительно записав названия файлов, которые должны быть перезаписаны, в файлы f1.ini и f2.ini. В результате перезаписи файлов вся содержащаяся в них информация становится бесследно утерянной[3].
- Третья часть оповещает хакера о заражении и передаёт ему такую информацию, как IP-адрес жертвы, количество перезаписанных файлов и др.